# Capellen
Capellen – wieś w południowo-zachodnim Luksemburgu, w gminie Mamer, w kantonie Capellen. Do 3 października 2015 leżała w dystrykcie Luksemburg. Wieś zamieszkuje 1986 osób.

## Transport
Znajduje się tutaj stacja kolejowa Capellen.